# Les Gaietés du cinéma
Pour les articles homonymes, voir Merton of the Movies (homonymie).
Pour plus de détails, voir Fiche technique et Distribution.
Les Gaietés du cinéma (Merton of the Movies) est un film américain réalisé par James Cruze, sorti en 1924.
Le film est présumé perdu.

## Fiche technique
- Titre original : Merton of the Movies
- Titre français : Les Gaietés du cinéma
- Réalisation : James Cruze
- Scénario : Walter Woods d'après la pièce de Marc Connelly et George S. Kaufman (elle-même tirée d'un roman de Harry Leon Wilson (en))
- Pays de production : États-Unis
- Format : Noir et blanc - 1,33:1 - Film muet
- Genre : Comédie
- Durée : 80 minutes (1 heure 20 minutes)
- Date de sortie : 1924

## Distribution
- Glenn Hunter : Merton Gill
- Charles Sellon : Pete Gashwiler
- Sadie Gordon : Mrs. Gaswiler
- Gale Henry : Tessie Kearns
- Luke Cosgrave : Lowell Hardy
- Viola Dana : Sally Montague, 'Flips'
- DeWitt Jennings : Jeff Baird
- Elliott Rothe : Harold Parmalee
- Charles Ogle : Mr. Montague
- Ethel Wales : Mrs. Montague
- Frank Jonasson : Henshaw
- Eleanor Lawson : Mrs. Patterson
- Dorothy Wood (non créditée)